# سرايا عابدين (مسلسل)
سرايا عابدين، مسلسل تلفزيوني مصري، انتج وعرض عام 2014 على قناة إم بي سي، يحاكي المسلسل حياة الخديوي إسماعيل بعد تسلمه العرش وحياته الاجتماعية. كتبت قصته الكاتبة الكويتية هبة مشاري حمادة وأخرجه عمرو عرفة.المسلسل من بطولة قصي خولي ويسرا وغادة عادل ونيللي كريم وريم مصطفى ومي كساب وداليا مصطفى وسوسن أرشيد وكارمن لبس. يُعتبَر المسلسل أضخم دراما تاريخية عربية بكلفة إجمالية بلغت 20 مليون دولار أميركي، ويشارك فيه أكثر من 250 فناناً عربياً.

## قصة المسلسل
عائلة الخديوي تعيش على إيقاع ملكي صارم داخل القصر، أربع زوجات كل واحدة تحيك الدسائس للأخريات، وحياة الخدم والجواري تنقل حكايات الحاكم والخادم عبر قصص الحب والكر، تدور أحداث المسلسل في الحقبة الزمنية لفترة حكم الخديوي إسماعيل لمصر وتبدأ الأحداث من عام 1866 وتستمر حتى 1890. وتدور الأحداث حول زوجات وجواري الخديوي إسماعيل وقصره، والصراعات التي كانت تدور داخل القصر بين الجواري والنساء لنيل رضاه؛ كما يتناول الأحداث السياسية وأحوال الحكم في عصره.

## طاقم العمل
| - قصي خولي: (الخديوي إسماعيل) - يسرا: (الملكة خوشيار) - غادة عادل: (شمس قادين) - نور: (الأميرة فريال) - نيللي كريم: (الأميرة صافيناز وشقيقتها جلنار) - ريم مصطفى: (شمس قادين) في الجزء الثاني - مي كساب: (الأميرة شفق) - سوسن أرشيد: (الأميرة جشم) - علاء مرسي: (سليمان) - داليا مصطفى: (نرجس) - نبيل عيسى: (إسماعيل المفتش) - محمود البزاوي: (عبده) - كارمن لبس: (نازلي) - صلاح عبد الله: (طبيب القصر) - عبد الحكيم قطيفان: (فخر الدين) - نهير أمين: (دادا أشرقت) - يوسف فوزي: (رستم) - خالد سرحان: (مصطفى فاضل) - صفاء الطوخي: (سر خانم) | - ناهد السباعي: (نخلة) - أنوشكا: (كالي مامي) - إنجي المقدم: (قمر) - ميار الغيطي: (نشئة دل) - منة عرفة: (نفيسة) - سمر مرسي: (شمس هانم) - رؤوف مصطفى: (محمد علي باشا) - وائل نجم: (زينهم) - عفاف مصطفى: (قوت القلوب) - أحمد عنان: (الأمير توفيق) - محمد الفخراني: (الأمير فؤاد) - عمر مصطفى متولي: (برهامي) - أيمن الشيوي: (ستيفان) - يورغو شلهوب: (آرنست) - إيمان السيد: (دادا فاطمة) - مجدي بدر: (عليوة) - رشا أمين: (ماريا) - مروة مهران: (جمالات) | - محمد مرزبان: (أدهم) - أحمد حبشي: (حسن) - نيرة عارف: (نيوليفر) - عبد الخالق عمر: (أغا عثمان) - إبراهيم فرح: (ياسين) - محمد أبو الوفا: (علي مبارك) - شريف ليلة: (إبراهيم باشا) - عبد القادر المنلا: (عبد القادر باشا) - إحسان صالح: (برلنتة) - محمد مهران: (حسين كامل) - عبير فاروق: أسمهان - محمد علي رزق - علي منصور - حمادة صميدة - فكري سليم - أماني كمال - أسماء فوزي - محمود حجازي |

## الجزء الثاني
شهد المسلسل جزء ثاني لتكملة سيرة حياة الخديوي إسماعيل. وشهد هذا الجزء تغييرا كبيرا في صفوف طاقم التصوير والإخراج وكذلك بعض الممثلين. وفي 1 مارس لعام 2015 بثت قناة إم بي سي إعلان الجزء الثاني من المسلسل. وفي الثالث من شهر أبريل عرضت الحلقة الأولى من الجزء الثاني تحت إخراج السوري شادي أبو العيون السود بدلا من عمرو عرفة على أن تعرض حلقة واحدة في كل أسبوع.
انضم للجزء الثاني من العمل
| - اسلام جمال في دور عنتر شماشرجي شمس - مروة جمال في دور نادية حبيبة توفيق - رزان جمال في دور الاميرة أوجيني - إلهام عبد البديع في دور امينة الهامي باشا - عادل متولي في دور الأمير رشيد | - بيتر سمعان في دور الإمبراطور نابليون بونابرت - ايه خصوصي في دور جمالات - ليلى عربي في دور نرجس - أحمد داش في دور الأمير إبراهيم حلمي - اروى النمري في دور توحيدة |

## أخطاء تاريخية
بعض الأخطاء التاريخية التي ظهرت في المسلسل:
- ساعة الكوارتز لم تخترع إلا عام 1927، لكنها تظهر في المسلسل.
- لم يكن إسماعيل خلال الاحتفال بعيد ميلاده الثلاثين عام 1860 قد حصل على لقب خديوي، وكان لا يزال والياً، حيث حصل على لقب خديوي عام 1866-1867، وعندما حصل على اللقب بعد سبع سنوات كان يقال عنه «عظمة الخديوي» أو «جناب الخديوي» وليس «جلالة الخديوي» لأن لقب «جلالة» مرتبط بالمملكة المصرية وظهر بعد عام 1922.
- الأمير فؤاد الذي أصبح فيما بعد الملك فؤاد الأول مولود عام 1868، لكنه يظهر في المسلسل قبل تاريخ ميلاده بثمان سنوات.
- بدأت أحداث المسلسل بتجهيز القصر لعيد ميلاد الخديوي إسماعيل الثلاثين بقصر عابدين، وهو ما يعني أن هذا الاحتفال كان عام 1860، أي قبل إنشاء قصر عابدين الذي اكتمل بناؤه في عام 1872، وأصبح مركزاً للحكم.
- لا توجد جارية في عهد الخديوي إسماعيل تدعي شمس قادين الا انها كانت جارية في عهد جده الوالى محمد علي باشا وان الخديوي حب حياته كانت أميرة أوجيني زوجة أمبراطور فرنسا
- الكاتبة شوهت تاريخ المسلسل بأن جميع أبناء الخديوي أبناء غير شرعيين
- الأمير حسين كامل ابن الاميرة نور فلك هانم وليس الاميرة فريال كما ظهر بأحداث المسلسل